# Tsandi (Wahlkreis)

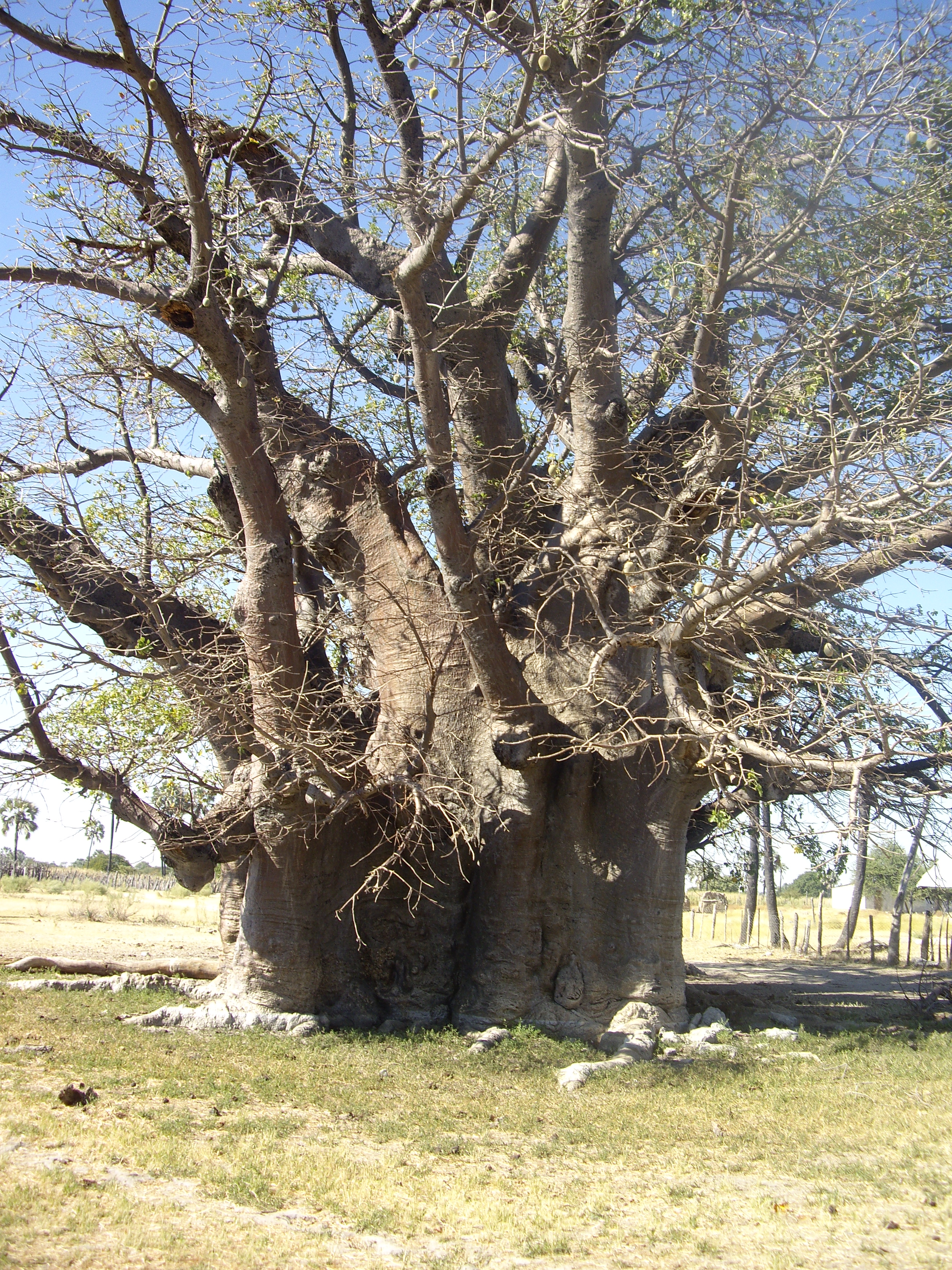
Baobab in Tsandi

Tsandi ist ein Wahlkreis in der Region Omusati in Namibia. Verwaltungssitz ist die gleichnamige Ortschaft Tsandi.
Der Wahlkreis hat knapp 34.400 Einwohner (Stand 2023) auf einer Fläche von 2296 Quadratkilometer.
Der Wahlkreis grenzt an die Kunene-Region Namibias und verfügt aufgrund von gutem Weideland und des sich stark entwickelnden Tourismus über ein gewisses Entwicklungspotenzial.

## Wirtschaft
Die landwirtschaftliche Produktion spielt im Wahlkreis von Tsandi bis heute eine wichtige Rolle. Dabei nehmen der Anbau von Omahangu und die Rinderhaltung Schlüsselrollen ein. Im Jahr 2003 erwirtschaftete der Wahlkreis ein Monatseinkommen von etwa 2,8 Millionen Namibia-Dollar.

## Kultur und Sehenswürdigkeiten
Im 15 Autominuten von der Ansiedlung Tsandi entfernten Dorf Ongulumbashe kann das Ongulumbashe Monument besucht werden. Dieses Denkmal wurde zur Erinnerung an die erste gewalttätige Auseinandersetzung zwischen Aktivisten der namibischen Befreiungsbewegung und der südafrikanischen Obrigkeit errichtet, welche 1966 in Ongulumbashe stattfand.
In Tsandi und Umgebung finden sich einige sehr stattliche und bekannte Baobab-Bäume, wie z. B. der King Nashilongos Baobab, dessen hohler Stamm jenem König als „Büro“ diente. Außerdem sollte der Sir Howards Baobab genannt werden, welcher ein besonders stattliches Exemplar ist. Dieser Baum wurde zu Ehren des ersten südafrikanischen Verwalters benannt, welcher die Region im Jahr 1916 besuchte.

## Wahlen
| Wahl | Name            | Partei | Stimmenanteil |
| ---- | --------------- | ------ | ------------- |
| 1992 |                 |        |               |
| 1998 | Leevi Katoma    | SWAPO  | o. W. 1       |
| 2004 | Leevi Katoma    | SWAPO  | 98,8 %        |
| 2010 | Leonard Mutota  | SWAPO  | 99,2 %        |
| 2015 | Junias Amunkete | SWAPO  | o. W. 1       |
| 2020 | Junias Amunkete | SWAPO  | 90,6 %        |